# Hercules Seghers
Hercules Pietersz Segers ou Seghers, né à Haarlem vers 1589-1590, et mort à Amsterdam vers 1637-1638, est un graveur et peintre néerlandais (Provinces-Unies) du siècle d’or.
Au cours de sa carrière, Seghers n'a cessé d'expérimenter des techniques d'eau-forte et d'impression. Rembrandt le considérait comme son maître et possédait certaines de ses œuvres. Il fut « le paysagiste le plus inspiré, expérimental et original » de son temps, et un graveur encore plus novateur.

## Biographie
Hercules Seghers est né à Haarlem. Son père était un marchand de tissu de confession mennonite ; originaire de Flandre, celui-ci était venu s’installer en 1596 à Amsterdam. C’est dans cette ville que Hercules Seghers fait son apprentissage auprès de Gillis van Coninxloo, artiste qui figurait au premier rang des paysagistes de son époque. La mort de ce dernier, survenue en 1606, vient sans doute interrompre brutalement cette période d’étude. Le contenu de l’atelier du maître est mis en vente, et Seghers et son père, de même que Pieter Lastman, acquièrent alors un certain nombre de ses peintures.
En 1612, après le décès de son père, Hercules Seghers retourne à Haarlem, où il est inscrit dans la guilde de Saint-Luc locale. Il revient à Amsterdam en 1614 pour obtenir la garde d’une fille illégitime et, l’année suivante, il épouse Anneke Van der Brugghen, originaire d’Anvers, de seize ans son aînée. En 1620, il achète pour 4 000 florins environ une vaste maison sur le Lindengracht dans le quartier du Jordaan, une propriété que, après s’être endetté à la fin des années 1620, il sera contraint de revendre dès 1631. De son atelier aménagé à l’étage supérieur de la maison, abattue en 1912, il avait vue sur la Noorderkerk (l’« église du nord ») dont la construction venait de s’achever et que l’on peut voir sur l’une de ses estampes,. Après avoir vendu sa maison, il part s’installer à Utrecht comme marchand d’œuvres d’art. On le retrouve ensuite à La Haye en 1633.
On ignore la date exacte de la mort d’Hercules Seghers ; on dispose toutefois d’un document de 1638 dans lequel une Cornelia De Witte est renseignée comme veuve d’un « Hercules Pietersz. », qui pourrait être le peintre. Comme dans beaucoup de documents détaillés concernant la vie de Seghers, le rapprochement que l'on peut faire dépend de la rareté supposée de son prénom. Selon des sources postérieures, Seghers, vers la fin de sa vie, se serait mis à boire et serait mort à la suite d’une chute dans les escaliers.
Sa réputation fut relancée à titre posthume par l’ouvrage de Samuel Van Hoogstraten, Inleyding tot de hooge schoole der schilderkonst (Introduction à la grande école de la peinture), dans lequel Seghers est présenté, essentiellement sur base de ses gravures, plutôt comme un génie romantique avant la lettre : solitaire, pauvre et incompris.

## Œuvre
Les sujets de prédilection de ses gravures sont des paysages montagneux désolés où la quasi-absence de l'être humain est une constante, quand il n'est pas représenté comme quantité négligeable face aux éléments naturels déchaînés.

### Gravures

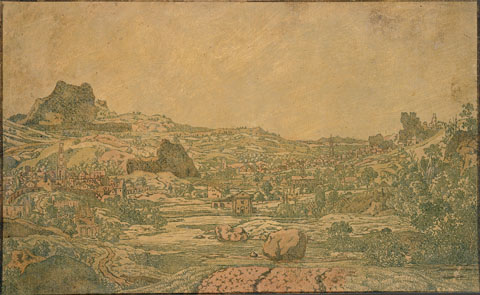
Ville aux quatre tours (vers 1631) gravure et pointe-sèche, Cincinnati Art Museum, Cincinnati.
Une gravure inhabituelle typique de Seghers : imprimée en vert sur du coton coloré, et ensuite retravaillée avec des lavis de gris et noir.

Hercules Seghers est surtout connu pour ses gravures, principalement de paysages. Il expérimente avec l'eau-forte afin d'essayer de reproduire un effet de peinture en imprimant sur du papier en couleur ou sur toile ; sa technique très novatrice consiste à retravailler l'estampe après impression avec un pinceau enduit de peinture de couleur, ce qui rend chaque estampe unique. Le plus souvent imprimées avec de l’encre colorée sur des papier ou des tissus préparés, les couleurs en sont ensuite retravaillées, et les tirages sont découpés à la main pour obtenir différents formats. La pointe sèche est aussi utilisée, ainsi qu’une forme d’aquatinte et d’autres techniques, comme celle consistant à insérer lors du passage sous presse un morceau de tissu grossier de façon à produire un effet marbré.

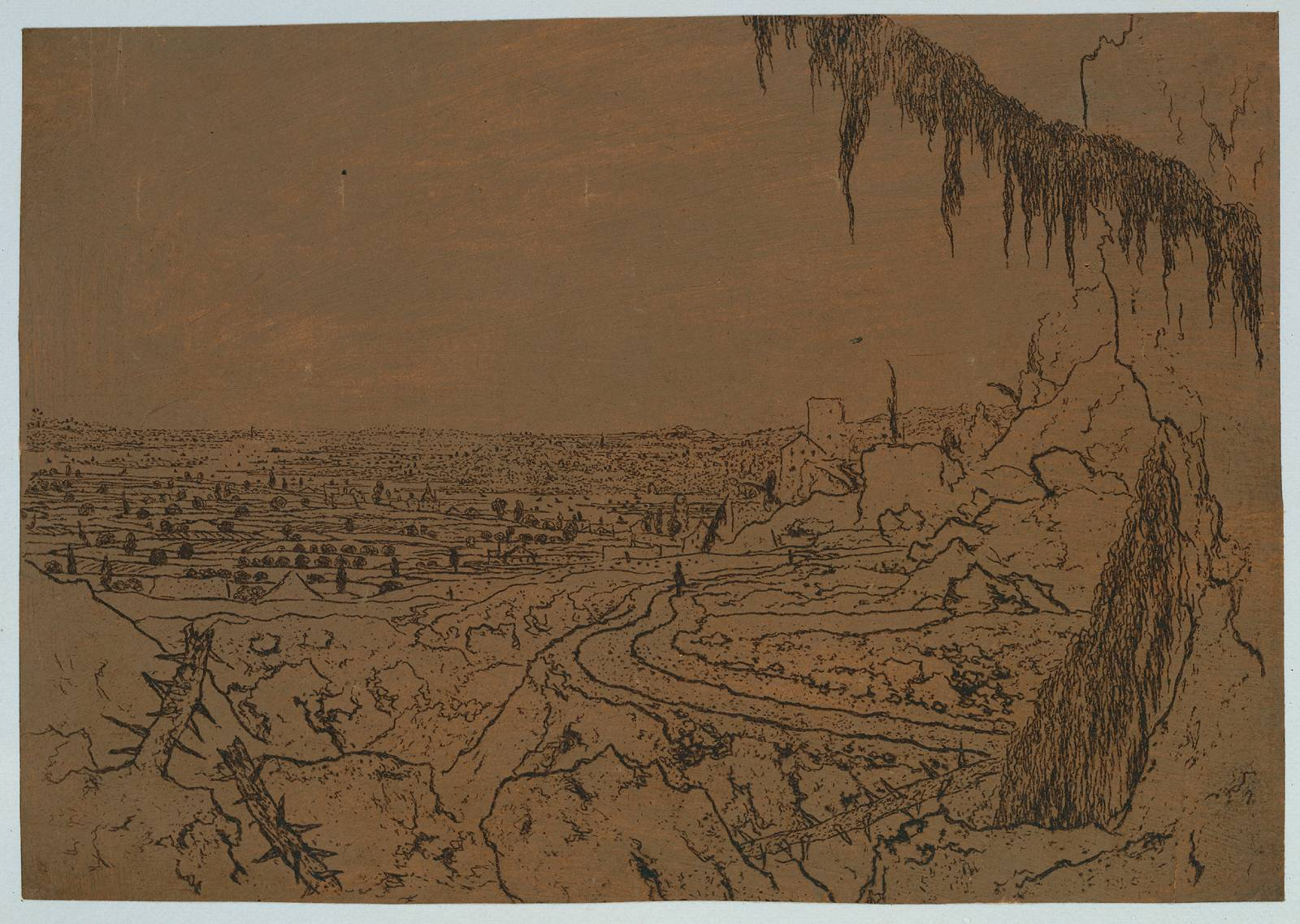
Paysage au sapin, eau-forte sur papier préparé en brun, Amsterdam, Rijksmuseum.

En tout, de ses cinquante-quatre plaques, seules cent quatre-vingt-trois impressions connues ont survécu, et la plupart se trouvent aujourd’hui conservées dans des musées. La plus importante collection se trouve au cabinet des estampes attaché au Rijksmuseum d’Amsterdam (le Rijksprentencabinet). Rembrandt possédait dans sa collection d'œuvres d'art aussi bien des peintures (huit) que des gravures de Seghers ; il avait même acquis l’une des plaques originales, celle de Tobie et l’Ange (HB 1), qu’il adapta, tout en conservant une grande partie du paysage, pour en faire sa Fuite en Égypte (B 56). Rembrandt retravailla également une peinture de Seghers représentant un Paysage de montagne, actuellement à la galerie des Offices à Florence. Le style des paysages de Rembrandt témoigne par ailleurs de l’influence de Seghers.
Bien que la datation de ses estampes demeure floue, on pense que sa Ville aux quatre tours (HB 29) constitue l’une de ses dernières gravures et, si on la compare avec les peintures, elle aurait été réalisée vers 1631. Vu le nombre restreint des impressions restantes, il semble peu probable que les gravures aient pu représenter une source de revenus importante pour l’artiste. Sa Pile de livres (Rijksmuseum) est un sujet de nature morte inhabituel dans une gravure du XVIIe siècle.
Seghers semble avoir inventé la technique de l’aquatinte « au sucre », un procédé qui sera redécouvert en Angleterre plus d’un siècle après lui par Alexander Cozens.

### Peintures
Ses contemporains connaissaient sans doute Seghers surtout pour ses peintures de paysage et de nature morte. Comme ses gravures, ses peintures sont rares ; il semble n’en être resté qu’une quinzaine (l’une d’entre elles fut détruite lors d’un incendie en octobre 2007). Le stathouder Frédéric-Henri d'Orange-Nassau acheta des paysages de Seghers en 1632.
Alors que dans les gravures l’approche technique l’emporte souvent sur le sujet, beaucoup  de ses peintures sont des paysages de montagnes dans lesquels un soin particulier est accordé à la composition. Il y représente le plus souvent de larges vues horizontales, où la terre occupe plus de place que le ciel — des bandes de ciel ont d’ailleurs été ajoutées ultérieurement dans la partie supérieure de deux de ses tableaux aujourd’hui conservés à la Gemäldegalerie de Berlin.
En dehors de l’influence de son maître Van Coninxloo, Seghers puise dans la tradition flamande du paysage, s’inspirant sans doute plus particulièrement de Joos de Momper et Roelandt Savery, mais aussi des « aspects fantastiques et visionnaires » des paysages des maniéristes Dans un inventaire de 1680 des biens de Jan Van de Capelle, qui possédait cinq peintures de Seghers, on donne la description d’une vue de Bruxelles, ce qui laisse penser que Seghers se serait rendu dans cette ville, sans doute dans sa jeunesse, au moment où son style semble le plus marqué par l’influence flamande (et pour autant que la chronologie proposée de ses œuvres soit correcte).
Quelques peintures
- Paysage de montagnes (1620-1630), huile sur toile, 55 × 100 cm, musée des Offices, Florence[10]
- Paysage avec tour et bâtiment circulaire (vers 1625)[11], huile sur panneau, 29 × 46 cm, musée Boijmans Van Beuningen, Rotterdam[12]
- Vallée fluviale (1626-1630), huile sur bois, 30 × 53 cm, Rijksmuseum, Amsterdam[13]
- Paysage de montagne (détruit lors d’un incendie en octobre 2007[N 4],[1]), huile sur bois, 48 × 64 cm, Musée Bredius, La Haye[14]

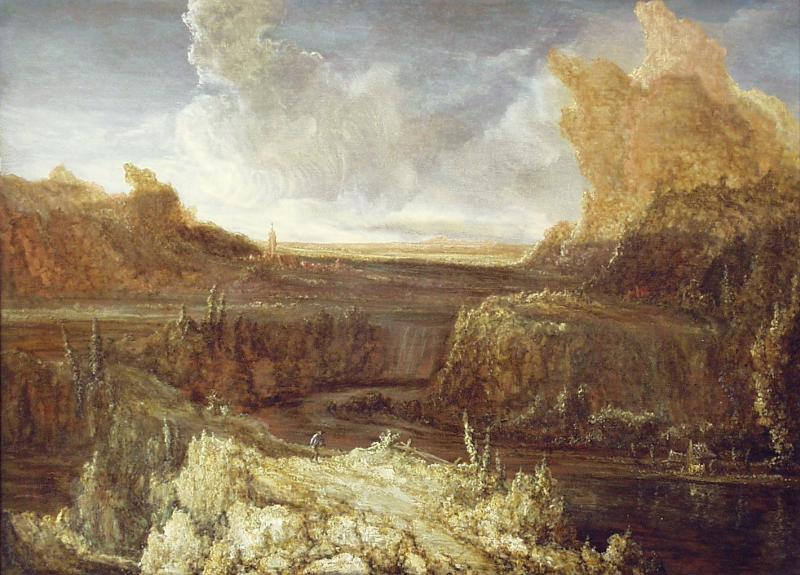
Paysage montagneux Musée Bredius, La Haye.
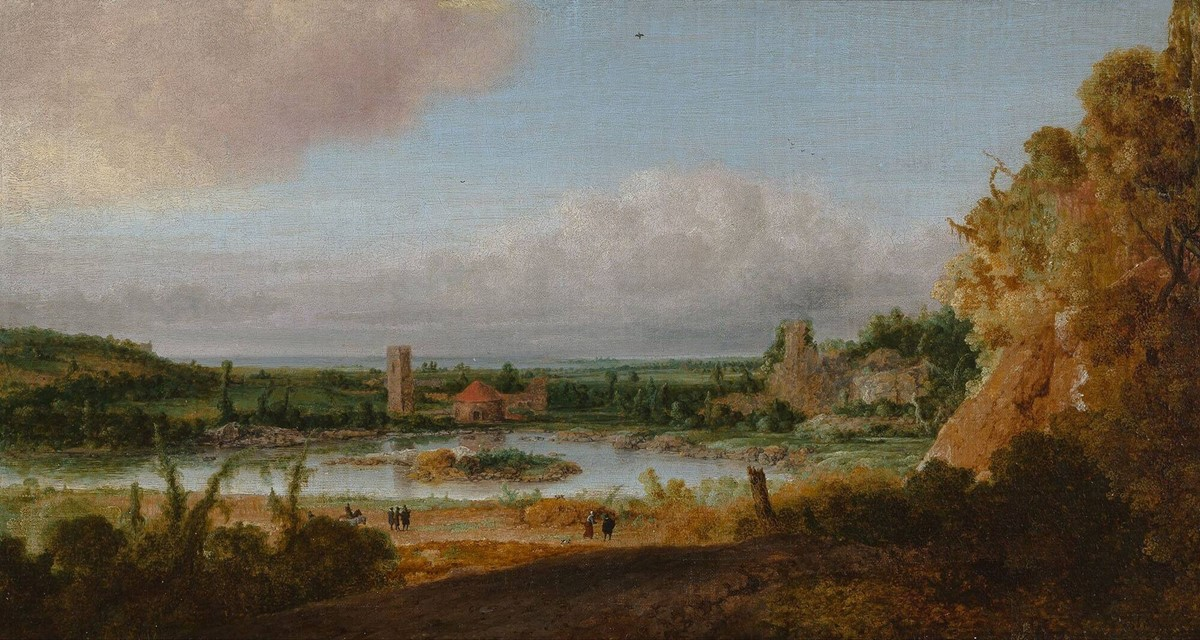
Paysage, vers 1625 musée Boijmans Van Beuningen.

### Traduction
- (en) Cet article est partiellement ou en totalité issu de l’article de Wikipédia en anglais intitulé « Hercules Seghers » (voir la liste des auteurs).